# Jump scare
Un jump scare o salt per esglai (sovint escurçat com jumpscare) és una tècnica que s'utilitza sovint en pel·lícules de terror, atraccions embruixades, videojocs i crits d'Internet, destinat a espantar el públic sorprenent-los amb un canvi brusc d'imatge o d'esdeveniment, habitualment ocorregut amb un so aterridor, majoritàriament crit. Comú al cinema des dels anys 80, els jump scare han estat descrits com “un dels blocs bàsics més importants de les pel·lícules de terror”. Els jump scares poden sorprendre l'espectador apareixent en un moment de la pel·lícula on la banda sonora és tranquil·la i l'espectador no espera que passi res alarmant, o pot suposar un salt sobtat per a un llarg període de suspens.
Alguns crítics han descrit els esglais com una manera mandrosa d'espantar els espectadors, i creuen que el gènere de terror ha sofert una davallada en els darrers anys després d'una confiança excessiva en aquest recurs, establint-ho com a tòpic de pel·lícules de terror modernes.

## Al cinema
Abans de la dècada de 1980, els salts per esglai eren un fet relativament rar en les pel·lícules de terror. No obstant això, es van fer cada vegada més comuns als anys 80 en subgèneres com el slasher que van augmentar en popularitat. Un dels primers salts per esglai es va utilitzar a The Phantom of the Opera (1925), quan Christine es tragué la màscara de The Phantom. Tanmateix, les pel·lícules en silenci no es prestaven a la tècnica. El primer ensurt significatiu de l'època del so és de La dona pantera (1942), ja que Alice era perseguida per un carreró i de sobte apareix un autobús al final del carreró, acompanyat d'un fort ruixat; aquesta tècnica d'un salt per esglai per un motiu que no és amenaçador es va fer coneguda com "el Bus de Lewton", a partir del productor de la pel·lícula Val Lewton. Un dels salts per esglai més importants i impressionants de l'època en blanc i negre va ser a L'enigma d'un altre món (1951) de Howard Hawks, quan la criatura ataca immediatament els personatges obrint una porta tancada.
A Carrie de 1976 apareixen els primers ensurts moderns. L'escena, que es produeix al final de la pel·lícula, està acreditada com la inspiració per a l'ús dels salts per esglai a la pel·lícula de 1980, Divendres 13, per demostrar que un personatge "malvat" aparentment mort al final resulta que havia sobreviscut.
La pel·lícula de 1979, When a Stranger Calls fa servir una forma de salt per esglai per revelar sobtadament la localització de l'antagonista tant pel protagonista de l'argument com per l'audiència. L'escriptor de cinema, William Cheng, ho descriu com provocant un "esvaint de forma sobtada les parets que envoltaven el protagonista de la pel·lícula", al seu torn, donant a l'espectador a casa la sensació que l'intrús també és d'alguna manera més proper a ells.
El salt per esglai de la pel·lícula de 1990 The Exorcist III és considerat pels fanàtics de terror (en un article del 2017 sobre un fil de Reddit) com el salt per esglai més famós i espantós de la història del cinema. A l'escena, una infermera entra a una habitació, mentre que un guàrdia camina al fons. Tan aviat com surt de l'habitació, tanca la porta i es dirigeix a la sortida, llavors la càmera s'envolta ràpidament i una figura vestida de blanc i amb grans tisores que s'emporta de sobte surt de l'habitació i la mata a la pantalla, juntament amb una forta música.
La pel·lícula del 2009 Arrossega'm a l'infern conté salts per esglai a constants. El director Sam Raimi va dir que volia crear una pel·lícula de terror amb "grans xocs que esperàvem que fes saltar el públic".

## En videojocs
Rescue on Fractalus! potser és el primer videojoc que utilitza un salt per esglai. En aquest joc de primera persona, el navegant intenta trobar i desembarcar a altres pilots caiguts. Alguns dels pilots són extraterrestres disfressats, que de sobte saltarien a la vista, rugint i intentant trencar la cabina.
Resident Evil se cita com el primer videojoc modern que ha utilitzat salts per esglai. El jugador, durant el transcurs del joc, camina per un passadís on la música comença a baixar. I cap a la meitat de la sala, gossos zombis saltaran sobtadament per les finestres i la música augmentarà de volum i intensitat.
El videojoc Daylight va ser descrit com un "vehicle per als salts per esglai" i, tot i que els crítics van elogiar el seu èxit d'utilitzar els salts per esglai, comentant que mentre el joc portava als salts per esglai, alguns no eren una eina suficient per espantar els jugadors.
La sèrie de videojocs Five Nights at Freddy's va ser qualificada de "perfecta per a la transmissió en directe" en part a causa de l'ús dels salts per esglai al llarg dels jocs.
El videojoc d'exercici Wii Fit Plus conté un joc anomenat Lotus Focus (Zazen en els llançaments europeus), en el qual el jugador ha de quedar-se quiet amb l'esquena recta i centrar-se en una espelma fins que es cremi fins a la fi (que no duu més de 180 segons). El jugador sentirà ocasionalment sons estranys que intentaran distreure'ls. La puntuació és el temps que el jugador pot mantenir l'espelma encesa. Si el jugador es mou massa (gairebé fins i tot en el més mínim), un Zainab blanc i gran apareixerà bruscament a la pantalla, acompanyat d'una forta veu cridant "KATSU !!", que acabarà el joc.
Super Mario Party utilitza jumpscares en el minijoc Don't Wiggler!. Al minijoc, els jugadors han de moure amb cura i lentament d'esquerra a dreta el seu Joy-Con per fer acaronar el Wiggler adormit el més possible sense despertar-lo. Al seu torn, un jugador guanya punts cada vegada que el Wiggler respon les carantoines. Tot i això, en un moment aleatori, Wiggler es desperta bruscament en còlera, fent que el jugador tingui un sobresalt. El jugador que desperta Wiggler perd tots els punts.

## Crits d'Internet
Un screamer d'Internet, o simplement screamer, és un vídeo o joc d'Internet que té un canvi sobtat dissenyat per esglaiar l'usuari. Els Screamers són populars des d'almenys el 1996, quan alguns dels més coneguts apareixien en aquell moment.
Un dels exemples més famosos d'un screamer d'Internet és The Scary Maze Game creat el 2004 realitzat pel desenvolupador de jocs Jeremy Winterrowd. Disfressat en un joc d'ordinador, se suposa que el jugador fa servir el ratolí per passar a un quadrat vermell per un camí determinat sense tocar les parets. A mesura que el jugador avança, les parets s'acosten més, fent que sigui més difícil que el jugador no toqui les parets. Al principi, si el jugador toca la paret accidentalment, tornarà al menú inicial i el jugador ha de començar de nou, però un cop el jugador arribi al nivell 3, les parets es tornen tan juntes que és molt difícil evitar tocar-les. Quan el jugador arriba a un cert punt prop del final del laberint, independentment de si es toca o no la paret, apareix una imatge de Regan MacNeil (Linda Blair) del film L'exorcista amb dos crits extremadament forts.
YouTube prohibeix els ensurts en els vídeos promocionals. L'agost de 2018, un vídeo de promoció del film The Nun representava la icona del volum del dispositiu iOS en silenci i el personatge principal apareixia expressant un crit increïblement ensordidor. Poc després es va eliminar l'anunci per violar la "política del lloc web sobre continguts impactants".